# SROモータースポーツグループ
SROモータースポーツグループ（SRO Motorsports Group、略称：SRO）は、スパ24時間レース、インターコンチネンタルGTチャレンジ、GTワールドチャレンジなど、様々なレースイベントやシリーズの宣伝と運営を行う国際的な自動車レース統括組織である。
同社は1995年にステファン・ラテルによって設立され、現在はGTカーレースのグローバルリーダーと見なされている。SROはまた、FIAモータースポーツゲーム、eスポーツイベント、ツーリングカーのカテゴリーを開催している。2020年時点、ロンドン、パリ、リエージュ、香港にオフィスを構え、ラテルは引き続きCEOを務めている。

## 現在のシリーズ

### インターコンチネンタルGTチャレンジ
インターコンチネンタルGTチャレンジは2016年に開始され、スパ24時間、バサースト12時間、鈴鹿10時間などの主要な耐久レースイベントを統一したグローバルなチャンピオンシップ。このシリーズはマニュファクチャラーを対象としているが、自社の車でワークスチームではなく、選択したイベントでプライベーターを任命してサポートすることにしている。初シーズンには4メーカーが参加し、 2020年には9メーカーが参入した。
最初のシーズンは3つのイベントで構成されていた。2018年に4つ、 2019年に5つに拡大した。2020年はCovid-19で鈴鹿10時間の中止前には、同じ数が計画されていた。

### GTワールドチャレンジ
GTワールドチャレンジは、ヨーロッパ、アジア、アメリカで確立されたSROのコンチネンタルシリーズを統合することにより、2019年に開始された。それぞれが独立したカテゴリーのままでありながら、メーカーはグローバルチャンピオンシップに向けてポイントを獲得することもできる。SROはオーストラリアGTチャンピオンシップとの提携に同意し、2021年からプログラムに参加する。
地域シリーズは次のもので構成されている。
- GTワールドチャレンジ・ヨーロッパ
- GTワールドチャレンジ・アジア
- GTワールドチャレンジ・アメリカ（英語版）[6]
- GTワールドチャレンジ・オーストラリア

GTワールドチャレンジ・ヨーロッパは2011年にブランパン耐久シリーズとして誕生し、その後2014年ブランパンGTシリーズに発展した。これはスプリントカップと、耐久カップが組み合わされた12戦のチャンピオンシップだった。このフォーマットは、2019年のGTワールドチャレンジ・ヨーロッパへの変更後も引き続き使用された。チャンピオンシップのメインイベントは、2011年からブランパン耐久シリーズの1戦とされているトタル スパ24時間レースである。GTワールドチャレンジ・アジアは、2017年からブランパンGTシリーズアジアとして開催された。GTワールドチャレンジ・アメリカは、2018年にSROに買収される前は、長年にわたってピレリワールドチャレンジとして開催されていた。GTワールドチャレンジ・オーストラリアは、2021年に参加する4番目のシリーズになる。

### GT4シリーズ
2006年に開始されたGT4クラスは、車のパフォーマンスではGT3を下回り、アマチュアドライバーと希望するプロを対象としている。コンセプトはSROが所有しており、各シリーズは会社が直接宣伝するか、フランチャイズ契約を通じて編成されている。多種多様な車がGT4マシンに公認されており、その多くはGT3マシンよりもロードカーにかなり近いものである。GT4ヨーロピアンシリーズ、FFSA GTチャンピオンシップ、GT4アメリカシリーズなどはGT4クラス専用に開催されている主要なカテゴリだが、イギリスGT選手権、GTワールドチャレンジ・アジアではGT3とGT4マシンが混走する。

### その他のGTシリーズ

#### イギリスGT選手権
もともとは1993年にBRDCによって開催されていたが、2004年からSROによって管轄されている。レースではGT3とGT4の両方の車が同時にレースを行い、Pro / Amドライバーのラインナップがシリーズの基盤となっている。2021年シーズンは、スパフランコルシャンでのレースを含め7つの国内イベントと海外ラウンド、および改訂されたクラスで構成されるように設定されている。

#### GT2ヨーロピアンシリーズ
2015年から開始され、以前はブランパンGTスポーツクラブと呼ばれ、ジェントルマンドライバーに重点を置いたシリーズで、ブロンズ、チタン、アイアンのドライバーのみを対象としたチャンピオンシップであった。チタンの分類は、50歳から59歳までのブロンズカテゴリのドライバー。アイアンの分類は、60歳以上のブロンズカテゴリのドライバー。マシンはGT3、RACBG3、GTE、ワンメイクカップカーで、シリーズはハンディキャップや制限があり平等な競争が行われた。COVID-19による休止中に新たなGT2マシンによる新規定で再編成され、2021から名前がGT2ヨーロピアンシリーズに変更された。カレンダーに沿ってさまざまなサーキットでGTワールドチャレンジヨーロッパをサポートしている。

### ツーリングカーシリーズ
- TCアメリカシリーズ
- FFSA TCフランス

### その他のイベント
- FIA GTワールドカップ
- FIAモータースポーツゲーム[10]
- SRO Eスポーツ GTシリーズ（KunosSimulazioniとAkInformaticaと共同）[11]
- カーブストーントラックイベント

## 以前関係したシリーズ
- BPRグローバルGTシリーズ
- FIA GT選手権
- FIA GT1世界選手権
- FIA GT3ヨーロッパ選手権
- FIA GTシリーズ
- フォーミュラ・ルノー2.0UKチャンピオンシップ
- ルノー・クリオカップUKシリーズ
- ブランパンリバイバルシリーズ（GT90のリバイバルシリーズ）
- ブランパンウルトラスポーツカークラブ（ブガッティ・ヴェイロンやマクラーレン・P1のようなハイパーカーを走らせることのできる[12]）
- オランダGT4チャンピオンシップ（2014年にGT4ヨーロピアンカップと合併）
- イギリス・フォーミュラ3選手権
- スーパーカーラリー（V6、V8、V10を搭載）
- ヴェンチュリ ジェントルマンドライバートロフィー
- ランボルギーニ・ブランパン・スーパ－・トロフェオ